# I²S
I²S (Inter-IC Sound) je sériová sběrnice používaná v elektronických obvodech, která je zaměřená především na audio zařízení. S touto sběrnicí se lze často setkat u AD a DA převodníků. Standard sběrnice pochází od firmy Philips Semiconductor. Původní verze je z února 1986. Druhá revize standardu je z 5. června 1996. Poslední verze standardu je ze 17. února 2022. Technicky nepřinesl žádné změny, ale byl redesignován a především došlo k nahrazení slov Master na Controller a Slave na Target v rámci snahy o zlepšení korektnosti a inkluze.

## Specifikace

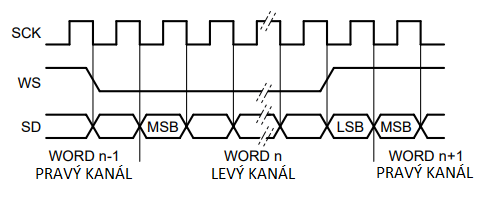
Synchronizace signálů na sběrnici I2S

Sběrnice je zaměřená na sdílení zvukových dat, nikoliv na sdílení kódování a řídících signálů, které se mají přenášet zvlášť.
Sběrnice I²S je třívodičová. Skládá se ze signálů:
- SCK – hodinový signál, generuje jej Controller
- SD – sériový datový signál
  - Nejvíce významný bit (MSB) je přenášen jako první, neboť vysílací obvod (transmitter) a přijímací obvod (receiver) mohou mít různou délku slova (jiný počet bitů ve slově).
  - Pokud je odesláno delší slovo, než je délka slova přijímače, jsou nejméně významné bity (LSB) ignorovány.
  - Vysílací obvod vysílá MSB dalšího slova vždy o jednu periodu hodinového signálu po změně logické hodnoty WS
  - Přijímací obvod synchronizuje data na náběžnou hranu hodinového signálu.
- WS – volba slova
  - WS=0: levý kanál
  - WS=1: pravý kanál
  - Signál WS musí změnit svou hodnotu jednu periodu hodin před přenosem MSB. To umožňuje odvodit přijímači synchronní časování sériových dat. Také to umožňuje přijímači uložit předchozí slovo a připravit se na příjem dalšího slova.

### Zapojení
- Řídícím obvodem je vysílací obvod (Transmitter)
- Řídícím obvodem je přijímací obvod (Receiver)
- Sběrnice I²S s externím řídícím obvodem

### Logické úrovně
| Úroveň | Napětí |
| ------ | ------ |
| VL     | <0,4 V |
| VH     | >2,4 V |

| Úroveň | Napětí |
| ------ | ------ |
| VIL    | 0,8 V  |
| VIH    | 2,0 V  |

## Použití
- AD a DA převodníky
- Digitální signálové procesory
- číslicové filtry
- Korekce chyb pro kompaktní disky a digitální záznam
- Digitální vstupně/výstupní rozhraní